# Intef VII.
Sekhemre-Heruhirmaat Intef, Antef ali injotef je bil faraon Sedemnajste egipčanske dinastije, ki je vladala v Tebah v drugem vmesnem obdobju Egipta. V Egiptu je v tistem času vladalo več rivalskih dinastij, vključno s Hiksi iz Petnajste dinastije v Spodnjem in delu Srednjega Egipta.
Sekhemre-Heruhirmaat Intef se v nekaterih virih omenja kot Intef VII., v drugih pa kot Intef VIII. Vladal je iz Teb. Pokopan je bil v grobnici na pokopališču Sedemnajste dinastije v Dra Abu el-Nagi.

## Vladanje
Edini dokaz obstoja Intefa VII. je krsta, ki je zdaj v Muzeju Louvre (E 3020). Na njej sta napisani njegovo osebno in prestolno ime Sekhemre-Heruhirmaat. Slednje je bilo pripisano kasneje s črnilom na pokrov krste. O njegovem vladanju je znano samo to, da je bil naslednik Nubkheperre Intefa (Intef VI.) in da je vladal malo časa. 
Danski egiptolog Kim Ryholt  na podlagi ohranjenega bloka iz Koptosa sklepa, da je bil predhodnikov sovladar. Ryholt domneva tudi to, da je umrl nepričakovano in prezgodaj in bil pokopan v krsti, namenjeni njegovemu predhodniku. Intef VII. torej ni vladal kot samostojen vladar. Britanski egiptolog Aidan Dodson njegove trditve zavrača. 
Prominentni nemški egiptolog Daniel Polz, ki je ponovno odkril grobnico Intefa VI. v Dra Abu el-Nagi, šteje Intefa VII. za kratkoživega naslednika vplivnega Intefa VI.  in predhodnika faraona Senakhtenre Ahmoza (Tao I.).